# Rua Nova
Rua Nova é uma rua do Recife, Pernambuco, Brasil.
Situa-se no bairro de Santo Antônio, ligando a Praça da Independência à Ponte da Boa Vista.

## História
No tempo do domínio holandês em Pernambuco, havia um arsenal onde hoje se encontra a Matriz de Santo Antônio, chamado Casa da Pólvora.
De suas proximidades saía um caminho, inicialmente denominado Rua Nova da Casa da Pólvora.
Em 1752 a Casa da Pólvora foi transferida para outro local, em razão do perigo que causava sua localização. A partir de então, a rua foi denominada Rua Nova de Santo Antônio.
Em 1870, por decreto da Câmara Municipal do Recife, foi batizada de Rua Barão da Vitória, para homenagear aquele militar que lutara na Guerra do Paraguai.
Em 1930, após o assassinato do governador paraibano  João Pessoa na Confeitaria Glória, que ali se instalava, foi, novamente por decreto municipal, renomeada para Rua João Pessoa.
Mas nenhum desses nomes dados por decreto caiu no gosto popular.
Enfim, a Lei nº 33, de 9 de junho de 1937, restaurou o antigo nome de Rua Nova, como sempre fora chamada.

## Crime histórico
Em um de seus prédios, esquina com a Rua da Palma, na época abrigando a Confeitaria Glória, ocorreu o assassinato de João Pessoa, fato que acelerou a Revolução de 1930.
O governo de Pernambuco, para registrar o fato, apôs uma placa, onde se lê:

Neste prédio tombou assassinado em 26-7-1930 o grande brasileiro dr. João Pessoa Cavalcanti de Albuquerque, presidente do Estado da Paraíba. Homenagem do Governo e do Povo de Pernambuco. Em 29-7-1931.

## Fonte de inspiração
A Rua Nova é citada em verso, prosa e música por vários autores, e A emparedada da Rua Nova, de Carneiro Vilela, é um desses romances que têm por local a conhecida rua.
O escritor Edson Nery da Fonseca, em seu artigo Memórias da Rua Nova, escreveu:

"É impossível esquecer a Rua nova, de minha época de criança e adolescente. A Primavera não exibia, como hoje, suas mercadorias, que, por sinal, se restringiam a tecidos finos..."

## Monumentos

### Matriz de Santo Antônio
No início da Rua Nova, com frente para a Praça da Independência.
Seu nome completo é: Matriz do Santíssimo Sacramento de Santo Antônio.
Sua construção foi feita no local onde antes havia armazéns de pólvora, findando a construção em 1790. É um dos cartões postais do Recife, tombado pelo Instituto do Patrimônio Histórico e Artístico Nacional. 

### Igreja Conceição dos Militares
Fica situada no meio da Rua nova, no seu lado esquerdo.
Seu nome completo é: Igreja de Nossa Senhora da Conceição dos Militares. 
É um dos mais belos templos setecentistas do Brasil.
Há nessa igreja vários jazigos. O mais famoso é o de José Joaquim Coelho, o Barão da Vitória, que lutou contra os revolucionários na Revolução Praieira e foi presidente da Província do Ceará. Há, também, o jazigo do general Mamede Simões participante da Guerra do Paraguai, onde lutou nas batalhas de Cuevas e Curupaiti.
Nessa igreja, em 17 de junho de 1976, foi fundada a Academia de Artes e Letras de Pernambuco pelo professor Ferreyra dos Santos.